# Velké Janovice
Velké Janovice (německy Groß Janowitz) jsou obec v okrese Žďár nad Sázavou v Kraji Vysočina. Žije zde 141 obyvatel.

## Historie
První písemná zmínka o obci pochází z roku 1364.

## Obyvatelstvo
| Rok            | 1869 | 1880 | 1890 | 1900 | 1910 | 1921 | 1930 | 1950 | 1961 | 1970 | 1980 | 1991 | 2001 | 2011 | 2021 |
| -------------- | ---- | ---- | ---- | ---- | ---- | ---- | ---- | ---- | ---- | ---- | ---- | ---- | ---- | ---- | ---- |
| Počet obyvatel | 270  | 289  | 304  | 290  | 263  | 266  | 248  | 184  | 174  | 163  | 138  | 133  | 129  | 120  | 132  |
| Počet domů     | 45   | 46   | 46   | 48   | 48   | 49   | 49   | 48   | 39   | 37   | 37   | 42   | 45   | 47   | 45   |

## Obecní správa a politika
V letech 1869–1980 Velké Janovice byly obcí v okrese Nové Město na Moravě (1869–1930) (v letech 1869–1900 Nové Město), poté v okrese Bystřice nad Pernštejnem (1950) a později v okrese Žďár nad Sázavou. Od 1. července 1980 do 31. prosince 1991 patřily jako část města k Bystřici nad Pernštejnem a od 1. ledna 1992 jsou opět samostatnou obcí.

### Politika
V letech 2006–2010 působil jako starosta Jiří Hloušek, od roku 2010 tuto funkci zastává Jiří Sklenář.

### Obecní symboly
Znak a vlajka byly obci uděleny rozhodnutím předsedy Poslanecké sněmovny Parlamentu České republiky dne 17. dubna 2009.

## Pamětihodnosti
- Kaplička Panny Marie Lurdské – postavena v roce 1892
- Velký kříž – stojí vedle kapličky, pochází z roku 1863
- Mramorový kříž – tyčí se u polní cesty do Dalečína od roku 1936
- Železný kříž – u silnice do Bystřice, postaven v roce 1935